# Maximum solaire

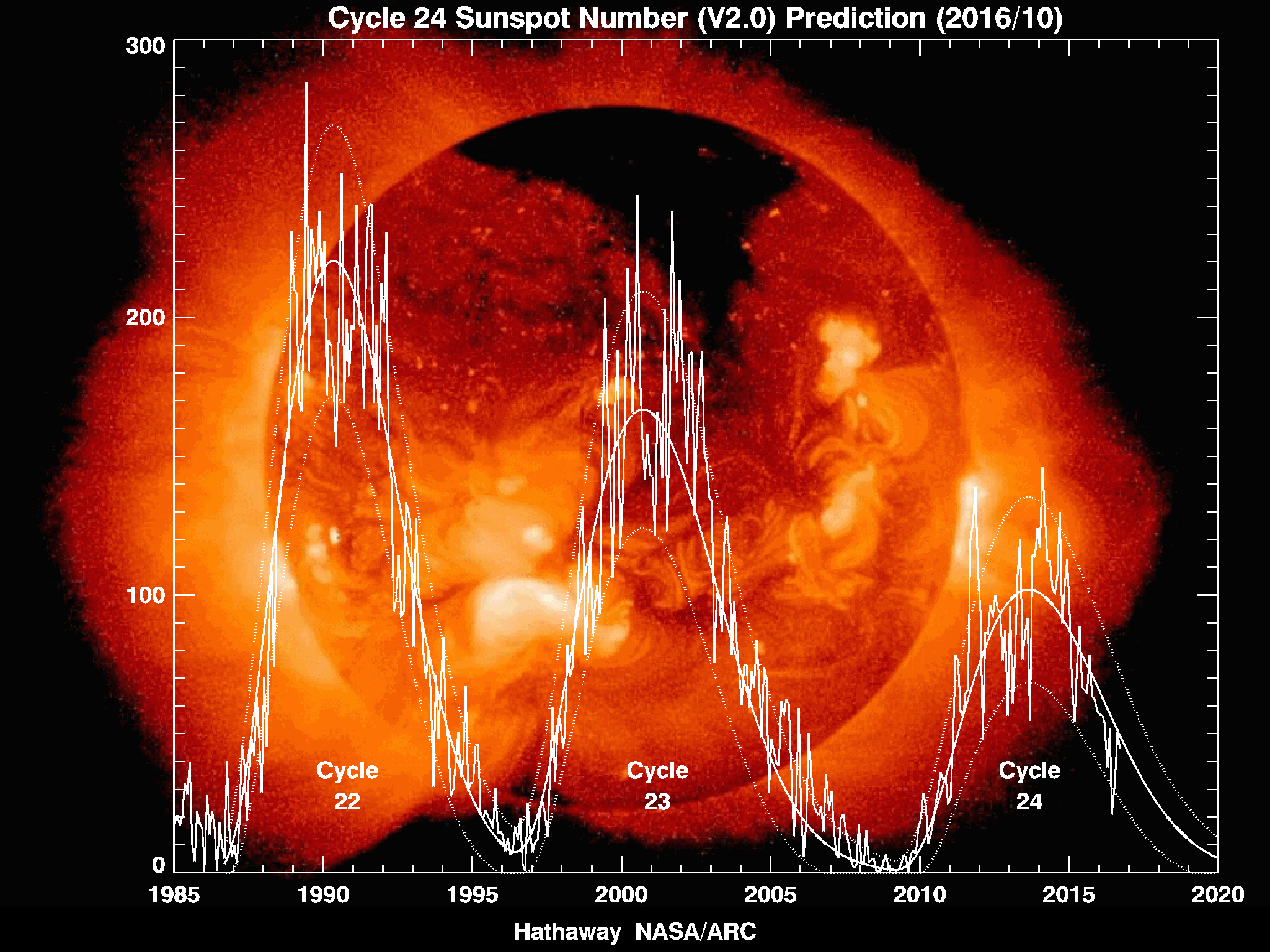
Une prévision du 24e cycle de taches solaires (2008-2020) donne après lissage un nombre maximal de taches solaires d'environ 66 lors de l'été 2013. Les observations actuelles en font le nombre le moins élevé de taches solaires depuis le début des enregistrements, dans les années 1750.

Le maximum solaire est la période d'activité solaire maximale survenant au cours du cycle solaire de 11 ans. Pendant le maximum solaire, un grand nombre de taches solaires apparaissent et le rayonnement solaire augmente d'environ 0,07 %. Cette augmentation du rayonnement solaire peut être décelable sur le climat de la planète.
C'est lors des maxima solaires que les lignes de champ magnétique du Soleil sont les plus déformées, du fait que le champ magnétique de l'équateur solaire tourne à une vitesse légèrement supérieure à celle des pôles solaires.[réf. souhaitée] Le cycle solaire moyen dure de l'ordre de 11 ans (d'un maximum solaire à l'autre), avec une durée observée variant de 9 à 14 ans.
Les grandes éruptions solaires se produisent souvent à l'occasion d'un maximum. Par exemple, la tempête solaire de 1859 a frappé la Terre avec une intensité telle que les aurores boréales étaient visibles loin des pôles comme à Cuba ou à Hawaï.

## Prédictions

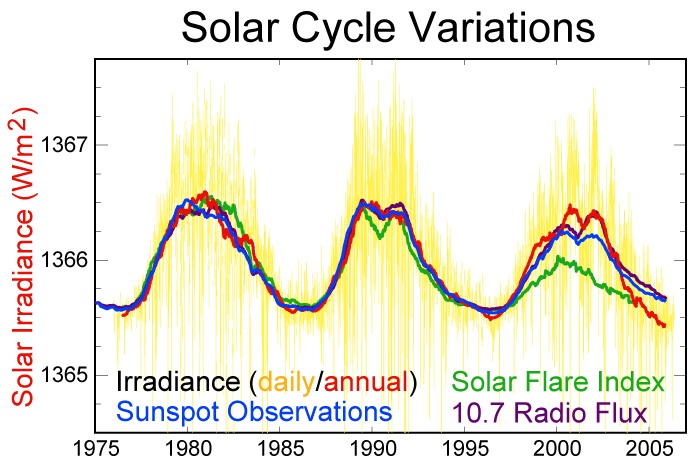
Trois cycles solaires récents

Il est très difficile de prédire le moment et l'intensité d'un maximum futur ; les prévisions varient beaucoup. Il y eut un maximum solaire en 2000. En 2006, la NASA avait initialement prévu un maximum solaire en 2010 ou 2011 en pensant qu'il serait le plus fort depuis 1958. Cependant, le maximum solaire n'a pas été déclaré avant 2014 et figure parmi les plus faibles jamais enregistrés.
L'ingénieur italien Carlo Santagata (it) a proposé une équivalence entre les masses des planètes orbitant autour du Soleil et des charges électriques. Ainsi, les charges électriques équivalentes à chaque masse en orbite exerceraient sur le soleil une induction magnétique se cumulant pendant les maxima solaires, ou inversement se neutralisant pendant les minima solaires.

## Film
Un documentaire IMAX, appelé Solarmax, a été réalisé sur le thème du maximum solaire,.

## Principaux extrema solaires
Les grands maxima solaires se produisent lorsque plusieurs cycles solaires présentent une intensité supérieure à la moyenne pendant des décennies ou des siècles. Les cycles solaires continuent pendant ces périodes grands maxima solaires mais leur intensité est plus grande. Les grands maxima solaires ont été corrélés avec des évènements climatiques globaux et régionaux.
| Évènement                                           | Début  | Fin    |
| --------------------------------------------------- | ------ | ------ |
| minimum homérique                                   | 950 BC | 800 BC |
| minimum d'Oort (voir Optimum climatique médiéval)   | 1040   | 1080   |
| maximum médiéval (voir Optimum climatique médiéval) | 1100   | 1250   |
| minimum de Wolf                                     | 1280   | 1350   |
| minimum de Spörer                                   | 1450   | 1550   |
| minimum de Maunder                                  | 1645   | 1715   |
| minimum de Dalton                                   | 1790   | 1820   |
| maximum moderne                                     | 1914   | 2002   |

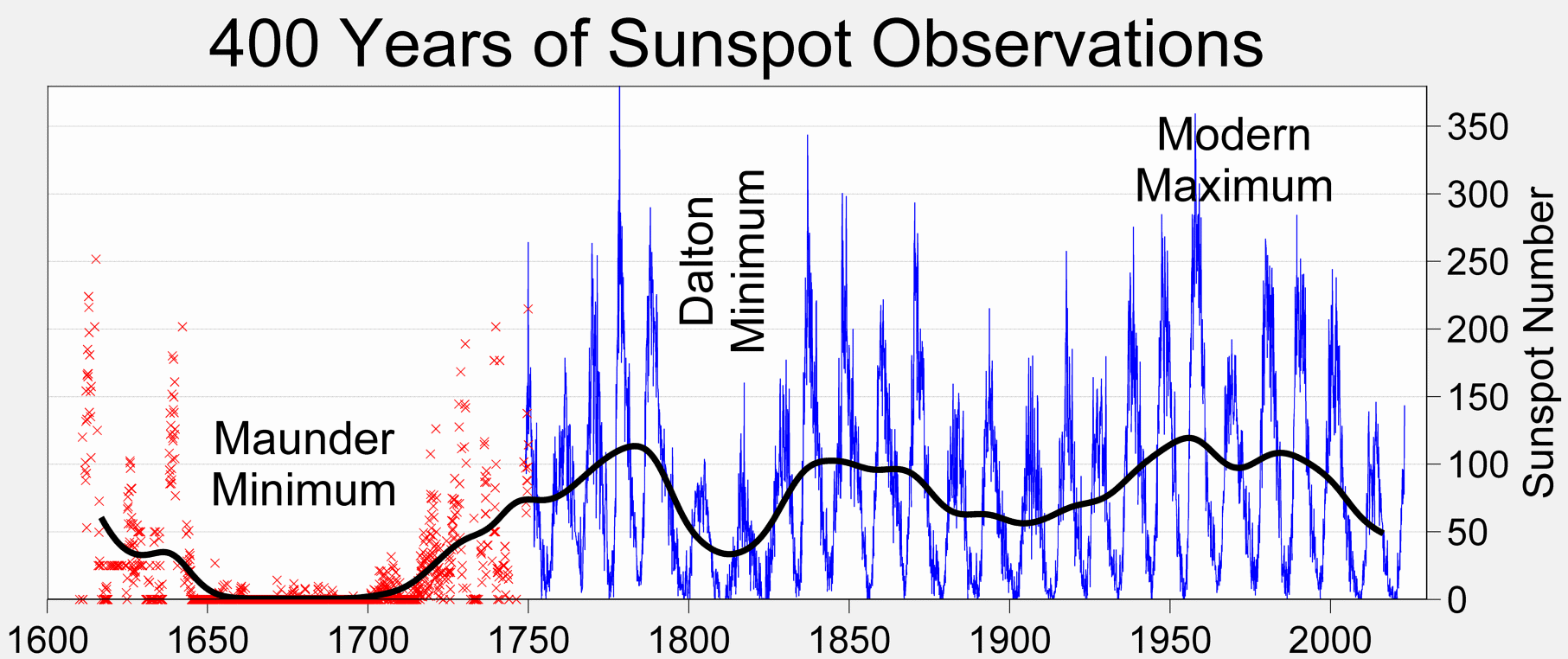
Historique des numéros de taches solaires depuis 400 ans.

L'idée d'un maximum moderne intervenant dans le réchauffement climatique actuel a été réfutée par la publication d'un document lors de l'Assemblée générale de l'Union astronomique internationale d'aout 2015.
Une liste des grands minima historiques de l'activité solaire mentionne les grands minima d'environ 690 apr. J.-C., 360 avant J.-C., 770 avant J.-C., 1390 avant J.-C., 2860 avant J.-C., 3340 avant J.-C., 3500 avant J.-C., 3630 avant J.-C., 3940 avant J.-C., 4230 avant J.-C., 4330 avant J.-C., 5260 avant J.-C., 5660 avant J.-C., 5990 avant J.-C. , 6400 avant J.-C., 7040 avant J.-C., 7310 avant J.-C., 7520 avant J.-C., 8220 avant J.-C., 9170 av. J.-C.